# Clinopodium chandleri
Clinopodium chandleri là một loài thực vật có hoa trong họ Hoa môi. Loài này được (Brandegee) P.D.Cantino & Wagstaff mô tả khoa học đầu tiên năm 1998.